# Хат бихари

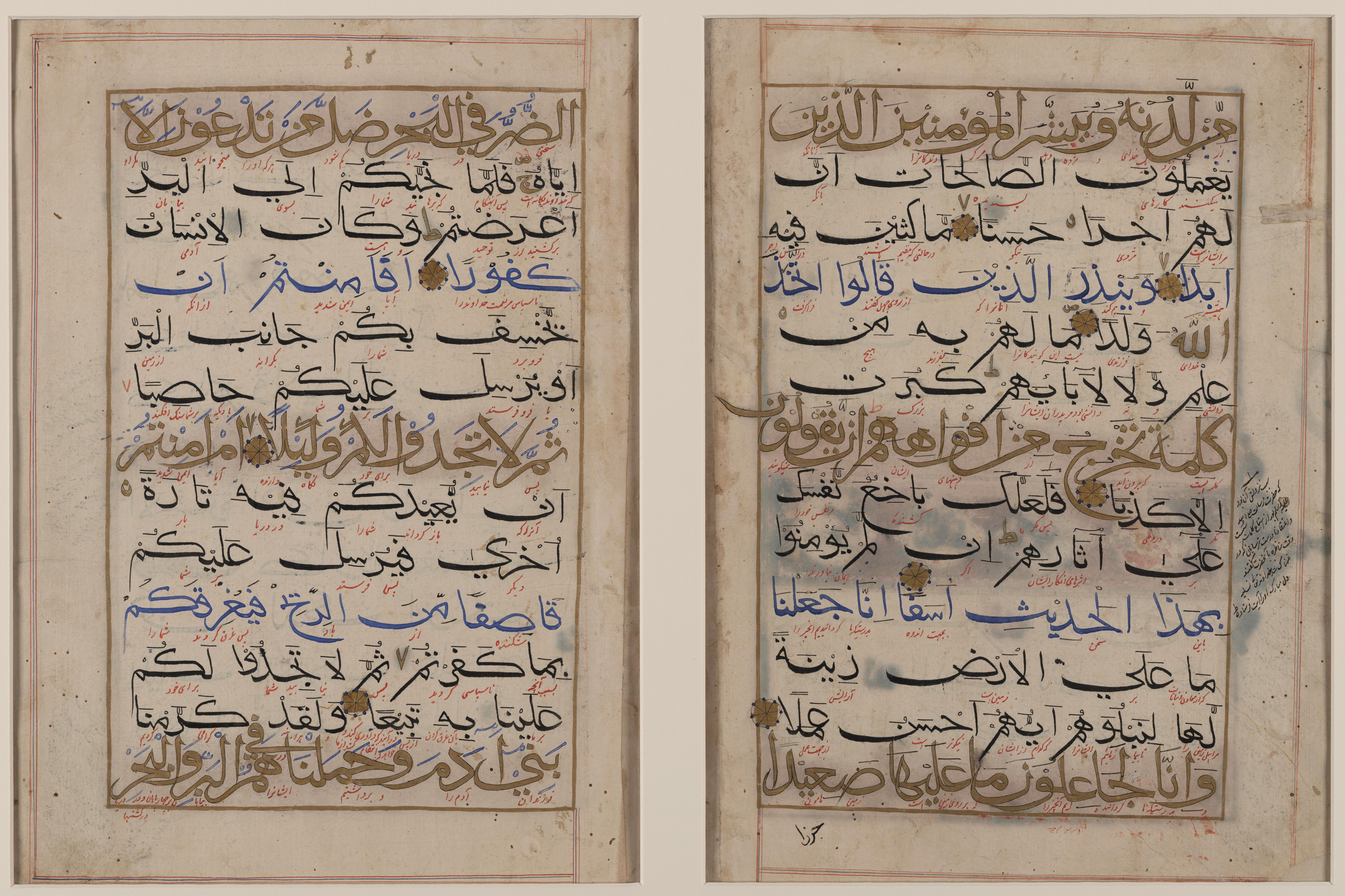
Коран: сура 18, аят 2-8; сура 17, аяты 67-70

Почерк бихари (араб. خط بهاري‎ ) — индийская модификация каллиграфического стиля арабского письма в мусульманских манускриптах периода с 1400 до 1525 годы (период от интервенции Тамерлана до интервенции Моголов). Название происходит от индийского штата Бихар.